# 盧傑林山
71°42′S 162°57′E / 71.700°S 162.950°E
盧傑林山是南極洲的山峰，屬於鮑爾斯山脈中蘭特曼山脈的一部分，是漢特冰川的終點，海拔高度近2,000米，美國地質調查局在1960至1962年根據美國海軍實地考察和空中圖片繪入地圖。